# Maidan-Oleksandrivskîi, Vinkivți
Maidan-Oleksandrivskîi (Xăkămădă în ucraineană Майдан-Олександрівський) este localitatea de reședință a comunei Maidan-Oleksandrivskîi din raionul Vinkivți, regiunea Hmelnîțkîi, Ucraina.

## Demografie
Componența lingvistică a localității Maidan-Oleksandrivskîi
     Ucraineană (99,46%)
     Alte limbi (0,36%)
Conform recensământului din 2001, majoritatea populației localității Maidan-Oleksandrivskîi era vorbitoare de ucraineană (99,46%), existând în minoritate și vorbitori de alte limbi.